# Jack Conger
Jack Conger (Rockville, 26 settembre 1994) è un nuotatore statunitense, vincitore di una medaglia d'oro ai Giochi olimpici di Rio de Janeiro 2016.

## Palmarès
- Giochi olimpici

Rio de Janeiro 2016: oro nella 4x200m sl.
- Mondiali

Budapest 2017: bronzo nella 4x200m sl.
Gwangju 2019: argento nella 4x100m misti e bronzo nella 4x200m sl.
- Mondiali in vasca corta

Hangzhou 2018: oro nella 4x50m sl e nella 4x100m misti e argento nella 4x50m misti.
- Campionati panpacifici

Tokyo 2018: argento nei 100m farfalla.
- Universiadi

Kazan 2013: oro nei 200m dorso e bronzo nella 4x100m misti.
Gwangju 2015: oro nella 4x100m sl, argento nei 100m sl e nella 4x100m misti e bronzo nei 100m dorso.